# Frédéric Brun
Frédéric Brun (Riberac, 15 settembre 1957) è un ciclista su strada francese, professionista dal 1979 al 1991.

## Carriera
ha vinto il Tour du Moribihan e il Bol d'Or des Monédières. Ha partecipato a nove Tour de France. Durante la sua carriera è stato gregario di Jean-René Bernaudeau, Gilbert Duclos-Lassalle, Éric Boyer, Ronan Pensec e Charly Mottet.

## Palmarès

### Strada
- 1985

Bol d'Or de Monedieres
- 1988

Tour du Morbihan

## Piazzamenti

### Grandi Giri
- Tour de France